# 만경로
만경로(Mangyeong_ro)는 전북특별자치도 김제시 요촌동 서암2사거리에서 군산시 대야면 검문소삼거리를 잇는 도로이다.

## 주요 경유지
전북특별자치도
- 김제시 (요촌동 · 백산면 · 성덕면 · 만경읍  · 청하면) -  군산시 (대야면)

## 노선
| 이름         | 접속 노선                   | 소재지 | 소재지                      | 비고 |
| ------------ | --------------------------- | ------ | --------------------------- | ---- |
| 서암2사거리  | 국도 제29호선 (금만로)      | 김제시 | 요촌동                      |      |
| 석교         |                             | 김제시 | 요촌동                      |      |
|              | 백산면                      | 김제시 |                             |      |
| 석교사거리   | 백석로 신평로               | 김제시 |                             |      |
| 후석삼거리   | 백석로                      | 김제시 | 성덕면                      |      |
| 만경삼거리   | 해학로                      | 김제시 | 성덕면                      |      |
| 만경 교차로  | 지방도 제702호선 (지평선로) | 김제시 | 만경읍                      |      |
| 공단삼거리   | 만경공단1길                 | 김제시 | 만경읍                      |      |
| 파랑고개     |                             | 김제시 | 청하면                      |      |
| 신금 교차로  | 국도 제29호선 (금만로)      | 김제시 | 청하면                      |      |
| 청하삼거리   | 지방도 제712호선 (청하로)   | 김제시 | 청하면                      |      |
| 만경대교     |                             | 김제시 | 청하면                      |      |
|              | 군산시                      | 대야면 |                             |      |
| 복교삼거리   | 군산시                      | 대야면 | 지방도 제744호선 (남군산로) |      |
| 남우삼거리   | 군산시                      | 대야면 | 화미로                      |      |
| 남우교       | 군산시                      | 대야면 |                             |      |
| 검문소사거리 | 군산시                      | 대야면 | 국도 제26호선 (번영로)      |      |

## 주요 시설및 건물
- HD현대오일뱅크 동군산셀프주유소 (만경로 1767/복교리 463-8)